# Гаароподібна ознака
Га́ароподібні озна́ки (англ. Haar-like features) — це ознаки у цифровому зображенні, які використовують для розпізнавання об'єктів. Своєю назвою вони зобов'язані своїй інтуїтивній схожості з гааровими вейвлетами, їх використовували в першому реальночасовому виявлячі обличь.
Історично склалося так, що робота лише з яскравостями зображення (тобто значеннями RGB пікселів для всіх та кожного пікселя зображення) робила завдання обчислення ознак обчислювально витратним. У публікації Папаґеорґіу зі співавт. було обговорено роботу з альтернативним набором ознак на основі гаарових вейвлетів замість звичайних яскравостей зображення. Пол Віола та Майкл Джонс (науковець) пристосували цю ідею використання гаарових вейвлетів та розробили так звані гаароподібні ознаки. Гаароподібна ознака розглядає суміжні прямокутні області в певному місці у вікні виявляння, підсумовує яскравості пікселів у кожній з областей, та обчислює різницю між цими сумами. Цю різницю відтак використовують для категоризування фрагментів зображення. Наприклад, для людських обличь зазвичай спостерігають те, що на всіх обличчях область очей темніша за область щік. Таким чином, загальна гаарова ознака для виявляння обличь — це набір із двох суміжних прямокутників, які лежать на областях очей та щік. Положення цих прямокутників визначають відносно вікна виявляння, яке діє як обмежувальна рамка для цільового об'єкта (в цьому випадку обличчя).
На етапі виявляння в системі Віоли — Джонса виявляння об'єктів вікно цільового розміру переміщують над вхідним зображенням, і для кожного фрагменту зображення обчислюють гаароподібну ознаку. Цю різницю потім порівнюють із навченим порогом, який відокремлює необ'єкти від об'єктів. Оскільки така гаароподібна ознака це лише слабенький учень чи класифікатор (її якість виявляння ледве вища за випадкове гадання), щоб описати об'єкт із достатньою точністю, необхідна велика кількість гаароподібних ознак. Відтак, щоби утворити сильного учня чи класифікатор, гаароподібні ознаки в системі Віоли — Джонса виявляння об'єктів організовано в дещо, зване каскадом класифікаторів (англ. classifier cascade).
Ключовою перевагою гаароподібної ознаки над більшістю інших ознак є швидкість її обчислення. Завдяки використанню інтегральних зображень, гаароподібну ознаку будь-якого розміру можливо обчислити за незмінний час (приблизно 60 інструкцій мікропроцесора для 2-прямокутникової ознаки).

## Прямокутні гаароподібні ознаки

Приклад ранніх гаароподібних ознак, які використовували Віола та Джонс 2001 року.

Просту прямокутну гаароподібну ознаку можливо визначити як різницю сум пікселів областей усередині прямокутника, який може бути в будь-якому місці та масштабі на первинному зображенні. Такий варійований набір ознак називають 2-прямокутниковою ознакою (англ. 2-rectangle feature). Віола та Джонс також визначили 3-прямокутникові та 4-прямокутникові ознаки. Ці значення вказують на певні характеристики певної області зображення. Кожен тип ознак може вказувати на наявність (або відсутність) певних характеристик на зображенні, таких як контури або зміни текстури. Наприклад, 2-прямокутникова ознака може вказувати, де проходить межа між темною та світлою областями.

## Швидке обчислювання гаароподібних ознак

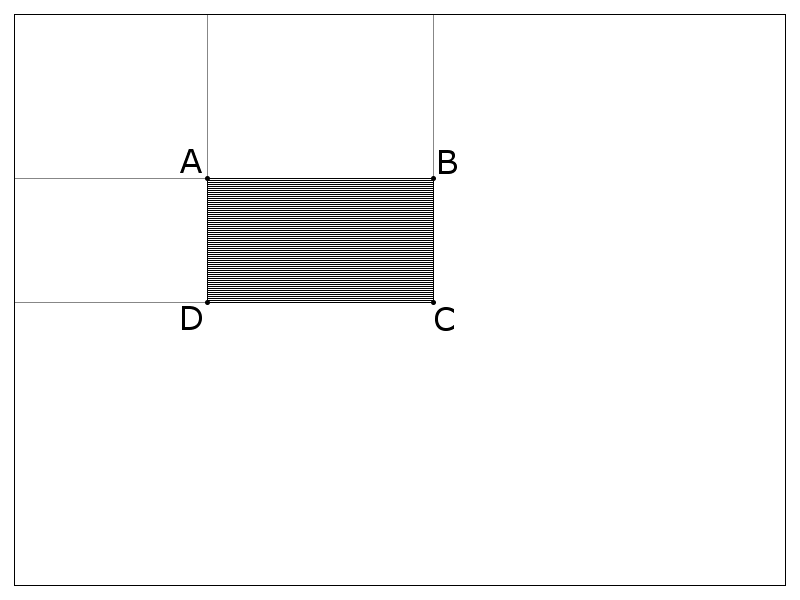
Знаходження суми заштрихованої прямокутної області

Одним із внесків Віоли та Джонса було застосування таблиць сумарних площ, які вони назвали інтегральними зображеннями (англ. integral images). Інтегральні зображення можливо визначити як двовимірні таблиці пошуку у вигляді матриці того ж розміру, що й первинне зображення. Кожен елемент інтегрального зображення містить суму всіх пікселів, розташованих у вищій лівішій області первинного зображення (відносно положення елемента). Це дозволяє обчислювати суму прямокутних областей на зображенні в будь-якому положенні чи масштабі, використовуючи лише чотири звернення:
{\displaystyle {\text{sum}}=I(C)+I(A)-I(B)-I(D).\,}
де точки {\displaystyle A,B,C,D} належать до інтегрального зображення {\displaystyle I}, як показано на рисунку.
Кожній гаароподібній ознаці може бути потрібно понад чотири звернення, залежно від того, як її було визначено. 2-прямокутниові ознаки Віоли та Джонса потребують шести звернень, для 3-прямокутникові — восьми звернень, а 4-прямокутникові — дев'яти.

## Нахилені гаароподібні ознаки

Розширення, запропоноване Лієнгартом та Майдтом

Лієнгарт і Майдт запровадили поняття нахиленої (на 45°) гаароподібної ознаки. Його було використано для збільшення розмірності набору ознак у спробі покращити виявляння об'єктів на зображеннях. Це вдалося, оскільки деякі з цих ознак здатні описувати об'єкт краще. Наприклад, 2-прямокутникова нахилена гаарова ознака може вказувати на присутність контуру під кутом 45°.
Мессом і Барчак розширили цю ідею до довільно повернутої гаароподібної ознаки. І хоча ця ідея математично обґрунтована, використанню гаароподібних ознак під довільним кутом перешкоджають практичні проблеми. Щоби бути швидкими, алгоритми виявлення використовують зображення з низькою роздільністю, що привносить похибки заокруглювання. Через це повернуті гаароподібні ознаки не набули широкого вжитку.